# Changtse
Changtse (tibetà estàndard: བྱང་རྩེ,lit: cim nord) és una muntanya situada entre la glacera de Rongbuk i el Rongbuk oriental a la regió autònoma del Tibet, Xina, immediatament al nord de l'Everest. Està connectada amb l'Everest a través de la collada nord de l'Everest.
L'elevació que se li ha atribuït de 7.553 metres prové de la cartografia xinesa moderna. Algunes autoritats donen 7.583 metres.
La glacera Changtse desemboca cap al nord a l'est de la glacera de Rongbuk. És possible que el tercer llac més alt del món estigui a la glacera Changtse a 6.216 metres.

## Cronologia
- 1924 George Mallory i Andrew Irvine van ser els primers a trepitjar Changtse. Van escalar la carena est de Changtse per reconèixer els campaments de la glacera de Rongbuk oriental.[4]
- 1935 Durant el reconeixement de l'Everest, un equip amb Eric Shipton, Edmund Wigram i Bill Tilman van intentar el North Peak des del seu Camp IIA. El 21 d'agost van arribar a menys de 460 m. del cim abans que la neu molt profunda i suau els obligués a tornar enrere.[5]
- 1952 Reconeixement militar de Changtse a través de la glacera de Changtse per Edmund Hillary i George Lowe i un grup de xerpes. Van arribar a una elevació estimada de 6.600 m. abans de tornar enrere després de quedar-se sense subministraments.[6]
- 1982 La primera ascensió de Changtse va ser feta de manera extraoficial el 3 d'octubre de 1982 per Johan Taks de l'expedició holandesa a l'Everest, la qual estava pujant oficialment des del costat nord. Tanmateix, Taks va pujar Changtse sense permís.[7]
- 1982 La primera ascensió oficial de Changtse amb permís es va completar 11 dies després, el 14 d'octubre, per cinc membres d'una expedició alemanya Udo Zehetleitner, Paul Braun, Rudolf Frick, Ludwig Hösle i Martin Engler. L'ascens es va fer per la cresta NE de quatre quilòmetres de llarg des de la unió de la glacera East Rongbuk i la glacera Changtse.[8]
- 1983 La següent ascensió i també el primer en solitari va ser realitzada per l'escalador xilè Gino Casassa el 14 de maig de 1983 per la mateixa via utilitzada pels alemanys.[9]
- 1986 Changtse va ser pujat de nou per una gran expedició xinesa-japonesa el 1986. Aquesta expedició va posar vuit japonesos i 16 xinesos al cim el 10 de maig i l'11 de maig de 1986, de nou per la cresta NE des de la glacera Changtse. També va incloure la primera ascensió d'una dona, la Sra. Gunsung.[10]
- 1986 L'escalador nord-americà Ed Webster va fer la primera ascensió en solitari per la cara SE des del peu del coll nord el 28 d'agost de 1986. La major part d'aquesta pujada es va fer de nit, aprofitant les condicions de neu i gel més estables.[11]
- 1987 Els escaladors australians Rob Turner i Glen Nash van assolir el cim el 29 de setembre de 1987 a través de la paret de gel de la cara nord (ruta japonesa de 1986) malgrat els forts vents.[12][13]